# Ajlun
Ajlun o Ayilun (en árabe,مدينة عجلون) es una ciudad en la gobernación de Ajlun, en Jordania. Tiene una población de 9.990 habitantes (censo de 2015). Se encuentra a 76 km al noroeste de Amán. Es conocida por su castillo de Ajlun, construido en el siglo XII.

## Clima y topografía
Las montañas de Ajlun son famosas por su exuberante vegetación y densos bosques verdes y un buen lugar para caminatas. Sus cumbres más altas alcanzan 1268 metros sobre el nivel del mar y las montañas de Ajlun reciben algunas tormentas de nieve cada año, normalmente en la temporada de invierno de diciembre a marzo. Es una de las regiones más bellas del país. Ajlun tiene un clima mediterráneo lluvioso y nevado en temporada de invierno y agradable en el horario de verano.

## Relaciones

### Hermanamientos
- Cuautitlán Izcalli, México (2017)[3][4]